# Корсо (Алжир)
Корсо (араб. قورصو‎, фр. Corso) — коммуна на севере Алжира, на территории вилайета Бумердес, округа Бумердес.

## Географическое положение
Коммуна находится в северной части вилайета, на высоте 22 метра над уровнем моря на площади 22,4 км2.
Коммуна расположена на расстоянии приблизительно 41 километра к востоку от столицы страны Алжира и в 5 километрах к западу от административного центра вилайета Бумердеса.

## Демография
По состоянию на 2008 год население составляло 20 705 человек.
Динамика численности населения коммуны по годам:
| 1977  | 1987  | 1998   | 2008   |
| ----- | ----- | ------ | ------ |
| 5 967 | 8 496 | 13 118 | 20 705 |